# Sivry-Ante
Sivry-Ante is een gemeente in het Franse departement Marne (regio Grand Est). De gemeente telde 178 inwoners op 1 januari 2022. De gemeente omvat twee dorpen: Ante en Sivry die tot 1967 twee aparte gemeenten waren. Het dichtstbijzijnde stadje is Sainte-Menehould, ca. 12,5 km naar het noorden. Er worden geen diensten meer gehouden in de kerkjes van Sivry en Ante. Er is ook geen lagere school meer in de dorpen; daarvoor moeten de leerlingen naar Villers-en-Argonne (5,3 km).

## Geografie
De oppervlakte van Sivry-Ante bedroeg op 1 januari 2022 21,6 vierkante kilometer; de bevolkingsdichtheid was toen 8,2 inwoners per km².
De onderstaande kaart toont de ligging van Sivry-Ante met de belangrijkste infrastructuur en aangrenzende gemeenten.

## Demografie
Onderstaande figuur toont het verloop van het inwonertal (bron: INSEE-tellingen).

## Geboren in Sivry-Ante
Adelbert von Chamisso (1781-1838), schrijver, zoöloog, botanicus en ontdekkingsreiziger, werd geboren in het het Château de Boncourt ten zuiden van Ante. In het landschap is nog te herkennen waar zijn geboortehuis heeft gestaan. Dat kasteel werd in 1792 tijdens de Franse Revolutie afgebroken.

## Galerij

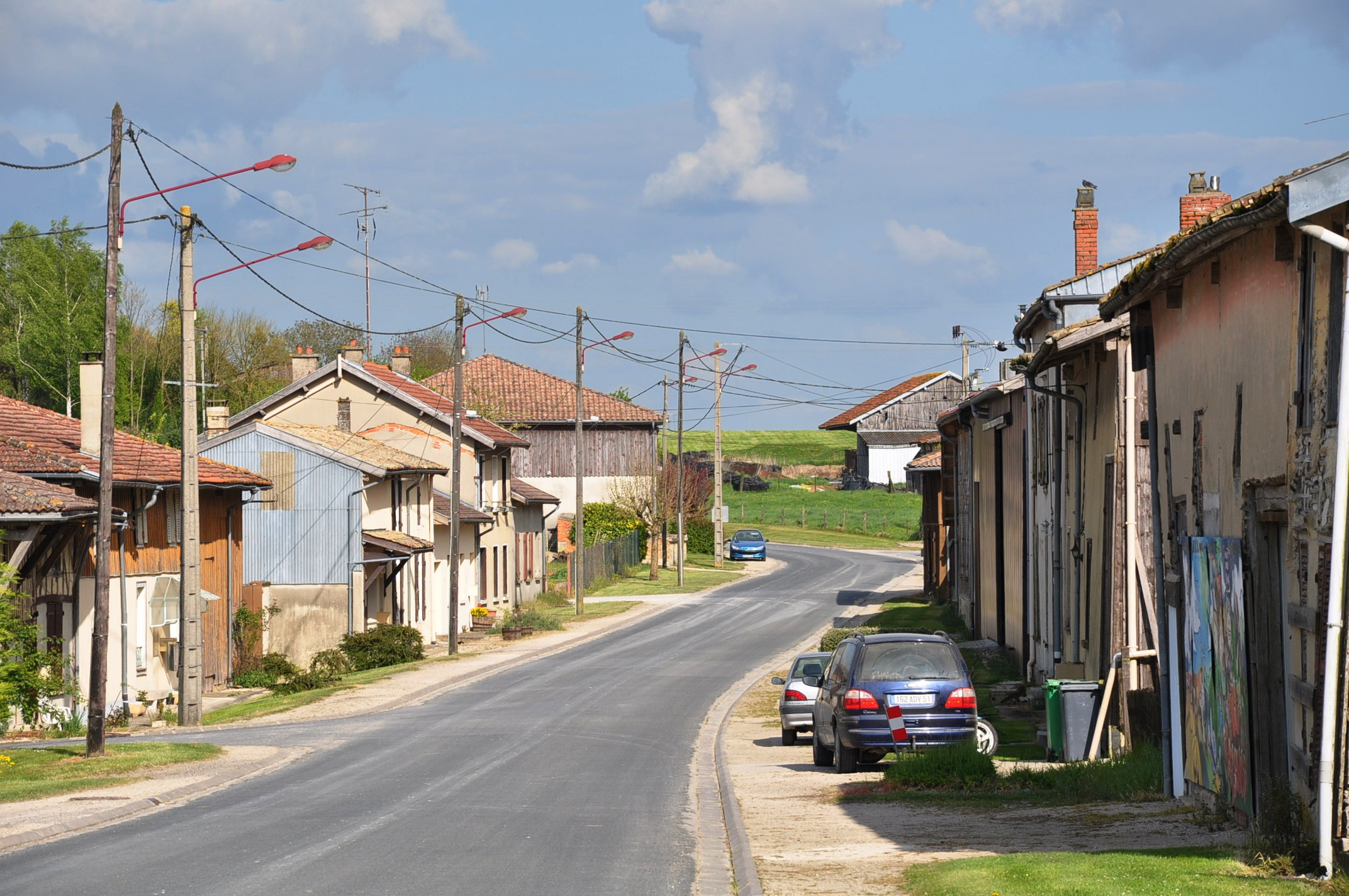
Hoofdweg door Sivry
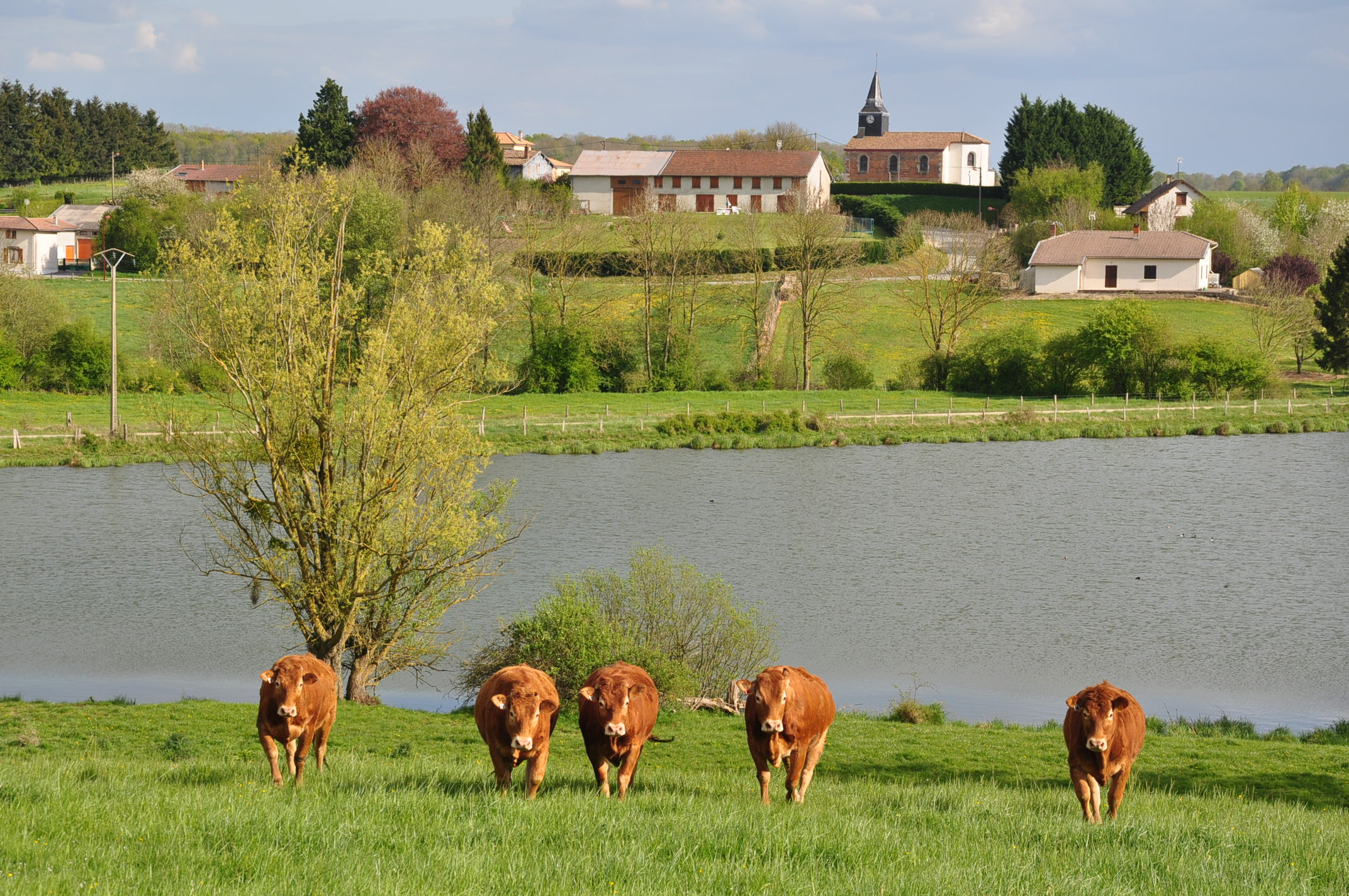
Zicht op Ante
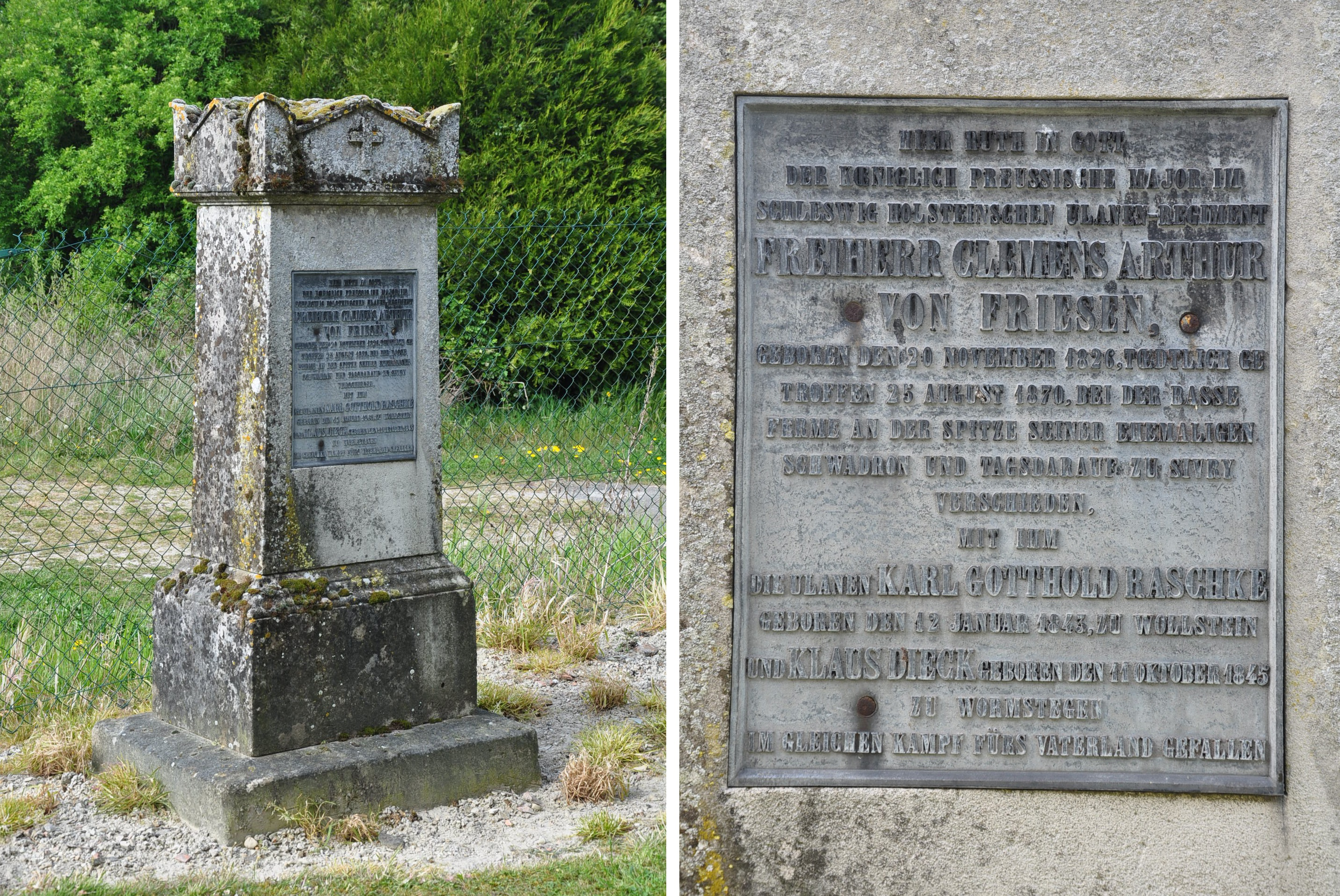
Graf uit de Frans-Duitse Oorlog (1870-1871) in Sivry
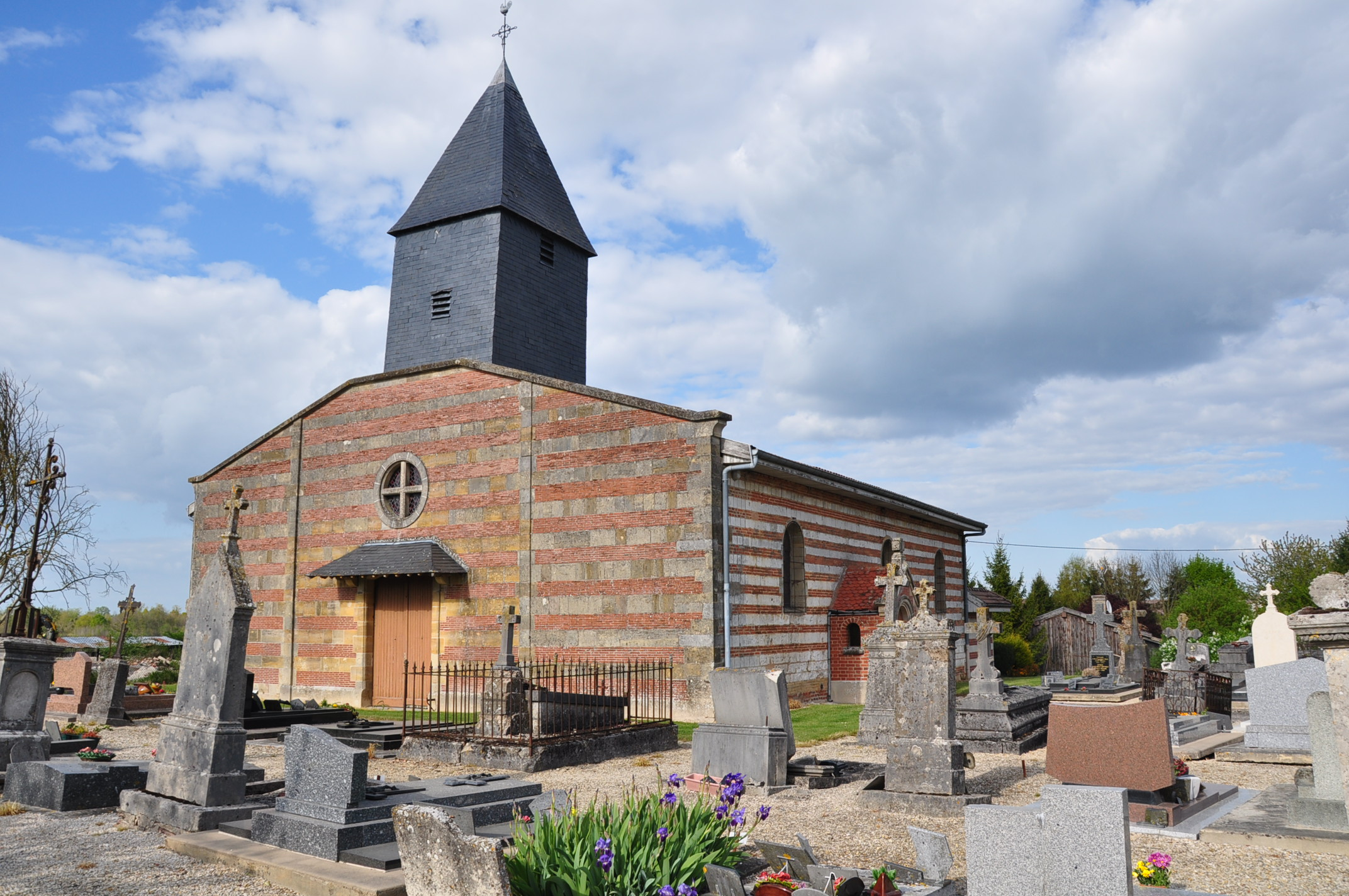
Kerkje van Sivry
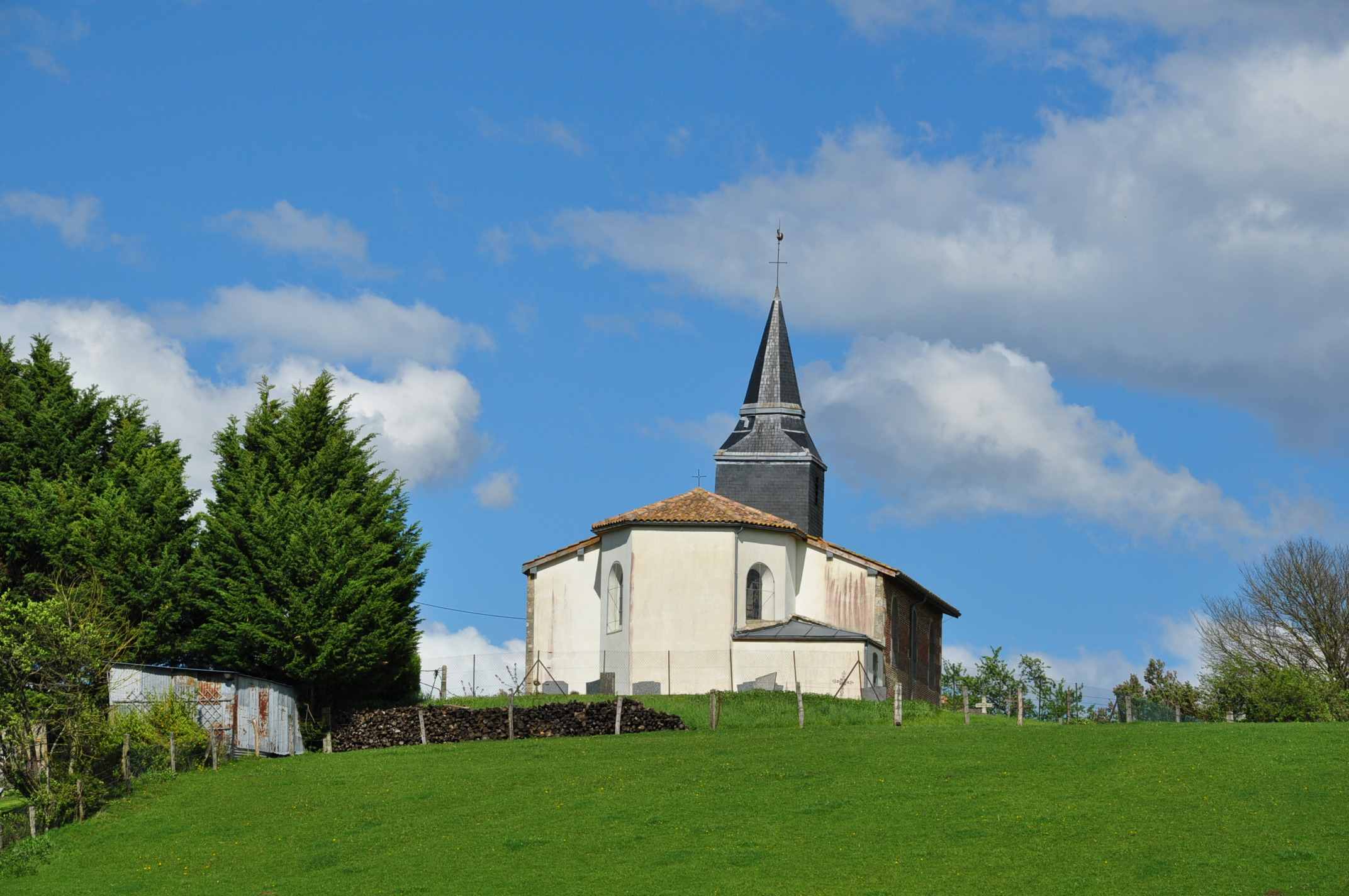
Kerkje van Ante